# 5109 Robertmiller
Az 5109 Robertmiller (ideiglenes jelöléssel 1987 RM1) a Naprendszer kisbolygóövében található aszteroida. Henri Debehogne fedezte fel 1987. szeptember 13-án.